# Humberto Teixeira
Humberto Cavalcanti Teixeira (Iguatu, 5 gennaio 1915 – Rio de Janeiro, 3 ottobre 1979) è stato un compositore e politico brasiliano.
Era sodale di Luiz Gonzaga, noto come il Re del Baião. Uno dei tanti grandi successi della coppia è la composizione Asa Branca, del 1947.
Avvocato, politico, musicista, poeta, compositore, è stato anche fondatore e Presidente dell'Accademia Brasiliana della Musica Popolare.

## Biografia
Figlio di João Euclides Teixeira e Lucíola Cavalcante Teixeira, sin da giovanissimo mostra grandi attitudini musicali.
A 13 anni, dopo aver composto Miss Hermengarda, iniziò suonando il flauto nell'orchestra che accompagnava i film muti al cinema Majestic a Fortaleza. A 15 anni si stabilì a Rio de Janeiro dove a 18 anni ricevette il premio, Meu Pecadinho messo in palio dalla rivista O Malho nel corso di in un concorso musicale dedicato a composizioni per il carnevale.
Nel 1943 si laureò in Scienze giuridiche e sociali presso la Facoltà Nazionale di Diritto dell'Università federale di Rio de Janeiro (UFRJ). All'epoca già aveva composto samba, marce, xote, ecc. Nel 1944 incise la sua prima composizione, in coppia con Lírio Panicalli, il samba Sinfonia do Café, cantato da Deo. Fu poi la volta di Kalu, dedicato alla cantante Dalva de Oliveira e di Adeus, Maria Fulô, assieme a Sivuca, per Carmélia Alves.
L'incontro con Luiz Gonzaga avvenne nell'agosto del 1945. Fu allora che i due decisero di provare a realizzare il loro sogno, quello di far conoscere la musica del nordest - xote e baião - nel resto del Paese. Il primo successo del duo fu No Meu Pé de Serra.
Nel 1954 Teixeira si candidò a deputato federale: la campagna elettorale durò due mesi passati attraversando il cosiddetto sertão dello Stato del Cearà, a fianco a Luiz Gonzaga. Si recarono anche a Iguatu, terra natia del compositore, per sostenere il candidato alla prefettura Dr. Meton Vieira, cui offrirono una canzone per la campagna elettorale.
Humberto Teixeira venne eletto deputato con circa 12000 voti. La maggior parte delle leggi da lui promulgate riguardavano la difesa degli interessi degli artisti per tutelarli rispetto alle case discografiche.
Riuscì a far approvare la Legge Humberto Teixeira, che consentiva una maggiore divulgazione della musica brasiliana all'estero.
Gran parte delle canzoni di Teixeira vennero interpretate da Luiz Gonzaga, ma anche altri cantanti di dimensione internazionale ebbero questo privilegio, tra questi: Dalva de Oliveira, Carmélia Alves, Geraldo Vandré, Gilberto Gil, Fagner, Caetano Veloso, Gal Costa, Elba Ramalho.
Votato per tre anni consecutivi come miglior compositore del Brasile, Humberto Teixeira venne definito dal suo collega e amico Luis Gonzaga «il Dottore del Baião». Humberto Teixeira ruppe routine e canoni e seppe imprimere nuove rotte alla musica brasiliana. Il baião rappresenta una pietra miliare nell'evoluzione della musica brasiliana.
Rappresentò il Brasile in Norvegia, Francia e Italia, come delegato speciale e nel XVIII Congresso Internazionale di Autori e Compositori.

## Vita privata
Dall'unione con Margarida Teixeira, è nata l'attrice Denise Dumont.

## Omaggi
- Venne battezzata col suo nome la ferrovia CE-021, che collega Iguatu a Fortaleza, la Banca del Nordest del Brasile di Iguatu e il Centro Culturale Iguatuense.
- Nel 2008 è uscito il documentario O homem que engarrafava nuvens (L'Uomo che Imbottigliava Nuvole) diretto dal cineasta Lírio Ferreira e prodotto da Denise Dumont, sua figlia.[1] Il film è stato proiettato per la prima volta al Festival Internacional de Cinema do Rio de Janeiro.